# Andreas Prittwitz
Andreas Prittwitz (Múnich, 1960) es un músico alemán afincado en España, intérprete de flauta de pico, clarinete y saxofón. 

## Biografía
Ha colaborado como solista de flauta de pico con diversas orquestas en Europa, en España con la ONE (Orquesta Nacional de España) la OSPA y JOSPA (Orquestas Sinfónica del Principado de Asturias), Orquesta de Cámara Española (Víctor Martín), Orquesta del Círculo de Bellas Artes, Ars Nova o Atrium Musicae, Zarabanda, Orquesta de Cámara Ocas…
Paralelamente, estudió clarinete y saxofón como autodidacta, adentrándose en el mundo de la improvisación (jazz, folk, músicas del mundo) y colaborando, tanto en grabación como en directo, con músicos como José Antonio Ramos, Jorge Pardo, Horacio Icasto, Canal Street Band, Hot Club de Madrid, entre otros.
Especializado como productor artístico y músico de sesión ha trabajado con las máximas figuras del panorama musical español, como Javier Krahe, Serrat, Miguel Ríos, Víctor Manuel, Ana Belén, Joaquín Sabina, Aute, Manolo Tena, Toreros Muertos, Los Locos, etc.
Tiene editados 12 discos (Colección TERRA) de música new age, grabó junto a José Antonio Ramos el disco “Y”, finalista de los Premios de la Música 2005, premio que otorga la Academia de la Música. En 2009 volvió a ser nominado como “Mejor Intérprete de Música Clásica” por el disco Looking back over the Renaissance, junto a Plácido Domingo, Josep Carreras y E. Paniagua. En 2011 editó la segunda entrega de este proyecto Lookingback over The Baroque y Flauta, dulce flauta”, grabación dedicada al repertorio de la flauta de pico solista. Ha grabado el tercer disco de la serie Looking back, en este caso sobre música de F. Chopin con el pianista Daniel del Pino, estrenado en el Museo Thyssen-Bornemisza el 18 de febrero de 2012.
Como actor ha trabajado en varias películas, como La ardilla roja de Julio Medem, El vivo retrato de Mario Menéndez, que protagoniza. Recientemente ha participado con el personaje de Bernhardt en varios capítulos de El tiempo entre costuras”, serie de Antena 3 dirigida por Norberto López Amado (Tierra de lobos) e Ignacio Mercero (El comisario). Participó en diversos montajes músico-teatrales con Ana Belén, como La bella Helena, dirigida por José Carlos Plaza o con Juan Echanove en el Festival de Mérida. También ha sido modelo principal de la campaña publicitaria de Winston, basada en músicos de jazz reales.
Aparte, tiene una intensa labor pedagógica, impartiendo cursos de improvisación y masterclass en conservatorios superiores y profesionales (Oviedo, Madrid, Moreno Torroba, Centro Integrado…), escuelas de música (Fuerteventura, Laviana, Llanera…) tanto para alumnos como para profesores. Actualmente colabora con la Fundación Europea Sociedad y Educación, Fundación Cajamadrid, Gobierno de Navarra y con el Centro de Profesores de Asturias. También coordina desde hace quince años el Seminario de Improvisación de la Fundación Municipal de Cultura de Gijón.
A finales de los años 1970 y en 1980 tocaba en el Hot Club de Madrid, pequeña formación dedicada al jazz tradicional donde tocaba el clarinete y, cosa poco frecuente en esa música, el soprano de flauta de pico, instrumento con el que conseguía un bonito sabor dixie. Autodidacta como saxofonista, en el campo del jazz ha trabajado junto a Pedro Ruy Blas, Conny Phillip, Canal Street Jazzband, Jazz el Destripador, Jorge Pardo...
Ha tocado también con el grupo Suburbano, en algún disco de Felipe Campuzano de la serie Andalucía espiritual y con gran cantidad de cantautores.
Tras treinta años acompañando a Javier Krahe en los escenarios, tras su fallecimiento, es miembro del grupo "Huérfanos de Krahe", formado junto a Javier López de Guereña y Fernando Anguita, en el cual cantan sus canciones.

## Estética musical
La aportación fundamental de Andreas Prittwitz, heredada de su ecléctica formación en música antigua y jazz, consiste en su particular visión de la improvisación musical. Esta se materializa en sus últimos trabajos, agrupados bajo el título de Looking back, en los que reclama el campo de la música clásica como un espacio que también es apto para la improvisación, reinventando la música de Purcell o Chopin con músicos e instrumentos relacionados tanto con la música clásica como con el mundo del jazz.

## Discografía

### Como artista principal
- Colección Terra (12 discos) (2000)
- Y (Con José Antonio Ramos) (2005)
- Looking Back Over The Renaissance (2009)
- Looking Back Over The Baroque (2011)
- Flauta, dulce flauta (2011)
- Looking Back Over Chopin (2012)
- Beau Soir (2016)
- Looking back over "El Siglo de Oro" (2018)

### Colaboraciones musicales
- Javier Krahe - Valle de lágrimas (LP, Álbum) (1980)
- Babia - Oriente - Occidente (1982)
- Luis Eduardo Aute - Entre amigos (1983)
- Luis Pastor - Coplas del ciego (LP, Álbum) (1983)
- Vainica Doble -Nanas para traer un niño al mundo (7", Sencillo) (1984)
- Joaquín Sabina Y Viceversa (3) - Juez y parte (LP, Álbum) (1985)
- Curva Peligrosa - Magnos problemas (Vinyl) (1985)
- Toreros Muertos, Los - 30 años de éxitos  (1986)
- Joaquín Sabina Y Viceversa (3) - En directo  (1986)
- Los Toreros Muertos - Yo no me llamo Javier (12", Maxi) (1986)
- La Mode - La evolución de las costumbres (LP, Album) (1986)
- Joaquín Sabina - Hotel, dulce hotel  (1987)
- Javier Krahe - Haz lo que quieras (LP, Álbum) (1987)
- Los Locos- El Segundo de Los Locos (LP, Álbum) (1988)
- Joaquín Sabina - El hombre del traje gris (LP, Álbum) (1988)
- Carlos Suárez- Sola en la catedral (LP, MiniAlbum) (1989)
- La Trampa - Volver a casa  (1990)
- Incredible Refrescos, The* - Kings Of Chunda Chunda (LP, Álbum) (1990)
- Danza Invisible - Catalina (LP, Álbum) (1990)
- Rico (22) - Rico (LP, Álbum) (1990)
- ¡¡Más Kilómetros!!
- Celtas Cortos - Cuéntame un cuento (CD, Álbum) (1991)
- Ana Belén / Víctor Manuel - Mucho más que dos (1994)
- Víctor Manuel / Pablo Milanés - En blanco y negro (CD, Álbum) (1995)
- Pedro Ruy-Blas - Teatro, circo y variedades (CD, Álbum) (1999)
- Ana Belén / Víctor Manuel - Dos en la carretera (CD, Álbum/DVD) (2001)
- Ismael Serrano - Un hombre espera en el desierto - La traición de Wendy (CD, Album) (2002)
- Ismael Serrano - Principio de incertidumbre (2xCD, Álbum) (2003)
- Ana Belén - Víctor Manuel - Una canción me trajo aquí (CD, Álbum + DVD-V) (2005)
- Ismael Serrano - Naves ardiendo más allá de orión (CD, Álbum, Ltd + DVD-V, PAL, All) (2005)
- Javier Ruibal - Lo que me dice tu boca (CD, Álbum, grabado en directo) (2005)
- Javier Krahe - Cinturón negro de karaoke (CD, Álbum) (2006)
- Ismael Serrano - El viaje de Rosetta - Sencillos, Rarezas Y Otros Cuerpos Celestes (Box + 2xCD, Comp) (2006)
- Joaquín Sabina - Palabras hechas canciones - Física y química (CD, Álbum, RE, Boo) (2007)
- Sabina - Vinagre y rosas  (2009)
- Javier Krahe - Toser y cantar (CD, Álbum) (2010)
- Javier Ruibal- Sueño (CD, DVD) (2011)

## Como productor
- Los Toreros Muertos - Yo no me llamo Javier (1986)
- Los Toreros Muertos - Soy un animal (1987)
- 091 - Doce canciones sin piedad (1989)
- 091 - Esta noche (1989)
- Los Elegantes - Perder o ganar (1989)
- 091 - 1986·1991 (2xCD, Comp) (1998)
- 091 - 1986·1991 (2xCD, Comp) (1998)
- Pedro Ruy-Blas - Teatro, circo y variedades (1999)
- Javier Krahe - Las diez de últimas (2013)